# Rockstar Vienna
Rockstar Productions GmbH (obchodním názvem Rockstar Vienna; dříve Neo Software Produktions GmbH) bylo rakouské vývojářské studio Rockstar Games, které sídlilo ve Vídni. Studio založil Hannes Seifert, Niki Laber a Peter Baustädter v lednu 1993 pod názvem Neo Software. V té době sídlilo ve městě Hirtenberg. Po úspěchu jejich prvního vydaného titulu Whale's Voyage (1993) se v roce 1994 přesídlili do Vídně. V následujících letech vydali další dvě videohry, a to The Clue! (1994) a The Sting! (2001).
Po akvizici Neo Software společností Computec Media v červnu 1999 a jeho následném prodeji společnosti Gameplay.com v únoru 2000 bylo studio v lednu 2001 zlikvidováno a prodáno společnosti Take-Two Interactive za 1 bristkou libru. V tu chvíli se rozhodli nevytvářet další hry, ale technicky je upravovat, tzv. „portovat“. Prvním upraveným titulem se stal Max Payne (2001). V lednu 2003 přesunulo Take-Two Interactive Neo Software pod obchodní značku Rockstar Games, čímž se ze studia stalo Rockstar Vienna. Přejmenovaná společnost exkluzivně vyvinula porty pro videohry Max Payne 2: The Fall of Max Payne, Grand Theft Auto III a Grand Theft Auto: Vice City, všechny z nich byly vydány Rockstar Games v roce 2003.
V květnu 2006 společnost Take-Two Interactive náhle uzavřela studio Rockstar Vienna a propustila tak přes 100 zaměstnancům. Hra Manhunt 2, kterou v té době studio vyvíjelo, byla předána studiu Rockstar London, aby dokončilo její vývoj. V lednu 2007 Seifert a Laber společně s Jürgenem Goeldnerem oznámili, že založili novou společnost Games That Matter Productions, která se stala nástupcem Rockstar Vienna.

## Vyvinuté tituly

### Jako Neo Software
| Rok  | Název                            | Platformy                 | Vydavatel              | Poznámky                                                      |
| ---- | -------------------------------- | ------------------------- | ---------------------- | ------------------------------------------------------------- |
| 1993 | Whale's Voyage                   | Amiga, Amiga CD32, MS-DOS | Flair Software         | —                                                             |
| 1994 | The Clue!                        | Amiga, Amiga CD32, MS-DOS | Kompart UK, Max Design | —                                                             |
| 1995 | Prototype                        | MS-DOS                    | Max Design             | Pomáhalo společnosti Surprise! Productions s vývojem          |
| 1995 | Dark Universe                    | MS-DOS                    | Max Design             | Pomáhalo společnosti Martin s vývojem                         |
| 1995 | Whale's Voyage II: Die Übermacht | Amiga, Amiga CD32, MS-DOS | Neo Software           | —                                                             |
| 1995 | Cedric and the Lost Sceptre      | Amiga                     | Neo Software           | Pomáhalo společnosti Alcatraz Entertainment s vývojem         |
| 1996 | Mutation of J.B.                 | MS-DOS                    | TopWare Interactive    | Pomáhalo společnosti Invention s vývojem                      |
| 1996 | Spherical Worlds                 | Amiga                     | Neo Software           | Pomáhalo společnosti 4-Matted s vývojem                       |
| 1996 | Black Viper                      | Amiga, Amiga CD32         | Neo Software           | Pomáhalo společnosti Light Shock Software s vývojem           |
| 1996 | Fightin' Spirit                  | Amiga, Amiga CD32         | Neo Software           | Pomáhalo společnosti Light Shock Software s vývojem           |
| 1998 | Rent-a-Hero                      | Microsoft Windows         | THQ, Magic Bytes       | —                                                             |
| 1999 | Alien Nations                    | Microsoft Windows         | JoWooD Productions     | —                                                             |
| 2001 | The Sting!                       | Microsoft Windows         | JoWooD Productions     | —                                                             |
| 2001 | Max Payne                        | Xbox                      | Rockstar Games         | Pouze portován; hra vyvinutá společností Remedy Entertainment |

### Jako Rockstar Vienna
| Rok  | Titul                                | Platformy                                                   | Vydavatelé     | Poznámky                                                      |
| ---- | ------------------------------------ | ----------------------------------------------------------- | -------------- | ------------------------------------------------------------- |
| 2003 | Max Payne 2: The Fall of Max Payne   | PlayStation 2, Xbox                                         | Rockstar Games | Pouze portován; hra vyvinutá společností Remedy Entertainment |
| 2003 | Grand Theft Auto III                 | Xbox                                                        | Rockstar Games | Pouze portován; hra vyvinutá společností DMA Design           |
| 2003 | Grand Theft Auto: Vice City          | Xbox                                                        | Rockstar Games | Pouze portován; hra vyvinutá společností Rockstar North       |
| 2006 | Rockstar Games Presents Table Tennis | Wii, Xbox 360                                               | Rockstar Games | Pomáhalo společnosti Rockstar San Diego s vývojem             |
| 2007 | Manhunt 2                            | Microsoft Windows, PlayStation 2, PlayStation Portable, Wii | Rockstar Games | V roce 2006 se vývoj přesunul do Rockstar London              |